# العلاقات الإيرانية الفنزويلية
العلاقات الإيرانية الفنزويلية هي العلاقات الثنائية التي تجمع بين إيران وفنزويلا.

## مقارنة بين البلدين
هذه مقارنة عامة ومرجعية للدولتين:
| وجه المقارنة                                              | إيران                    | فنزويلا                                  |
| --------------------------------------------------------- | ------------------------ | ---------------------------------------- |
| المساحة (كم2)                                             | 1.65 مليون               | 916.45 ألف                               |
| عدد السكان (نسمة)                                         | 79.97 مليون              | 28.87 مليون                              |
| الكثافة السكانية (ن./كم²)                                 | 48.47                    | 31.5                                     |
| العاصمة                                                   | طهران                    | كاراكاس                                  |
| اللغة الرسمية                                             | لغة فارسية               | اللغة الإسبانية، لغة الإشارة الفنزويلية ‏ |
| العملة                                                    | ريال إيراني              | بوليفار فنزويلي                          |
| الناتج المحلي الإجمالي (بليون دولار)                      | 439.51 مليار             | 482.36 مليار                             |
| الناتج المحلي الإجمالي (تعادل القوة الشرائية) بليون دولار | 1.36 تريليون             |                                          |
| الناتج المحلي الإجمالي الاسمي للفرد دولار أمريكي          |                          |                                          |
| الناتج المحلي الإجمالي للفرد دولار أمريكي                 |                          |                                          |
| مؤشر التنمية البشرية                                      | 0.766                    | 0.762                                    |
| رمز المكالمات الدولي                                      | +98                      | +58                                      |
| رمز الإنترنت                                              | .ir،                     | .ve                                      |
| المنطقة الزمنية                                           | ت ع م+03:30، توقيت إيران | 00                                       |

## مدن متوأمة
في ما يلي قائمة باتفاقيات التوأمة بين مدن إيرانية وفنزويلية:
- ترتبط طهران مع كاراكاس باتفاقية توأمة منذ 26 مايو 1972.

## منظمات دولية مشتركة
يشترك البلدان في عضوية مجموعة من المنظمات الدولية، منها:
| علم المنظمة | اسم المنظمة                        | تاريخ انضمام إيران | تاريخ انضمام فنزويلا |
| ----------- | ---------------------------------- | ------------------ | -------------------- |
|             | الاتحاد البريدي العالمي            | ?                  | ?                    |
|             | البنك الدولي للإنشاء والتعمير      | 29 ديسمبر 1945     | 30 ديسمبر 1946       |
|             | يونسكو                             | 6 سبتمبر 1948      | 25 نوفمبر 1946       |
|             | المنظمة الهيدروغرافية الدولية      | ?                  | ?                    |
|             | وكالة ضمان الاستثمار متعدد الأطراف | 15 ديسمبر 2003     | 9 مايو 1994          |
|             | منظمة حظر الأسلحة الكيميائية       | ?                  | ?                    |
|             | مؤسسة التمويل الدولية              | 28 ديسمبر 1956     | 28 ديسمبر 1956       |
|             | الأمم المتحدة                      | 24 أكتوبر 1945     | 15 نوفمبر 1945       |
|             | منظمة الشرطة الجنائية الدولية      | ?                  | ?                    |

## وصلات خارجية
- موقع وزارة الخارجية الإيرانية
- موقع وزارة الخارجية الفنزويلية